# Euryglossa hardyi
Euryglossa hardyi là một loài Hymenoptera trong họ Colletidae. Loài này được Exley mô tả khoa học năm 1976.